# Anjerfamilieroest
De anjerfamilieroest (Puccinia arenariae) is een schimmel behorend tot de familie Pucciniaceae. Het is een biotrofe parasiet die leeft op planten uit de anjerfamilie. Symptomen van aantasting door de soort zijn onder meer roestvlekken en puisten op de bladoppervlakken van waardplanten. De soort heeft een microcyclische levenscyclus die alleen telia omvat.

## Kenmerken
Uiterlijke kenmerken
Puccinia arenariae is alleen met het blote oog zichtbaar aan de hand van de sporenafzettingen die op het oppervlak van de waardplant voorkomen. Ze groeien in groepjes die verschijnen op het bladoppervlak als geelachtige tot bruine vlekken en puisten.
Microscopische kenmerken
Spermogonia en aecia van de soort zijn afwezig. Hetzelfde geldt voor uredia van de schimmel.
Telia die aan de onderkant van de bladeren en stengels van de waardplanten groeit, is bleekbruin tot bruinachtig en poederachtig en heeft een diameter van 0,25-1 mm. Vaak staan ze op bleke plekken. De telia staan verspreid of in cirkelvormige groepen. De geelbruine teliosporen zijn 2-cellig (maar kunnen eenvoudig uit elkaar vallen tot 1-cellige), meestal rond clavaat tot lang spoelvormig, getailleerd, glad en 30-50 × 14-21 µm groot. De steel is kleurloos en 65 tot 80 µm, zelden tot 140 µm lang. De wand van de topcel is apicaal toegespitst, zichtbaar verdikt en heeft een dikte van 2 μm.

## Verspreiding
Het verspreidingsgebied van de anjerfamilieroest omvat het Euraziatische gebied. In Nederland komt het zeldzaam voor.

## Waardpanten
De anjerfamilieroest komt voor op de volgende waardplanten:
- Agrostemma githago
- Arenaria (montana, retusa, serpyllifolia, tenuifolia)
- Cerastium (alpinum, arvense, fontanum, glomeratum, semidecandrum, velutinum)
- Dianthus (armeria, barbatus, carthusianorum, caryophyllus, chinensis, crinitus, deltoides, lusitanus, plumarius)
- Gypsophila (elegans, muralis)
- Holosteum umbellatum
- Honckenya peploides
- Minuartia (hybrida, laricifolia, verna)
- Moehringia (diversifolia, muscosa, tenuifolia, trinervia, moenchia)
- Myosoton aquaticum
- Petrorhagia
- Sagina (apetala, decumbens, maritima, nivalis, nodosa, × normaniana, procumbens, saginoides, subulata)
- Saponaria (ocymoides, officinalis, orientalis, persica)
- Scleranthus
- Silene (acaulis, alaba, dioica, baccifera, flos-cuculi, noctiflora, viscosa, vulgaris)
- Spergula (arvensis, morisonii, pentandra)
- Spergularia
- Stellaria (alsine, graminea, holostea, media, nemorum, pallida, palustris)
- Vaccaria hispanica

## Foto's

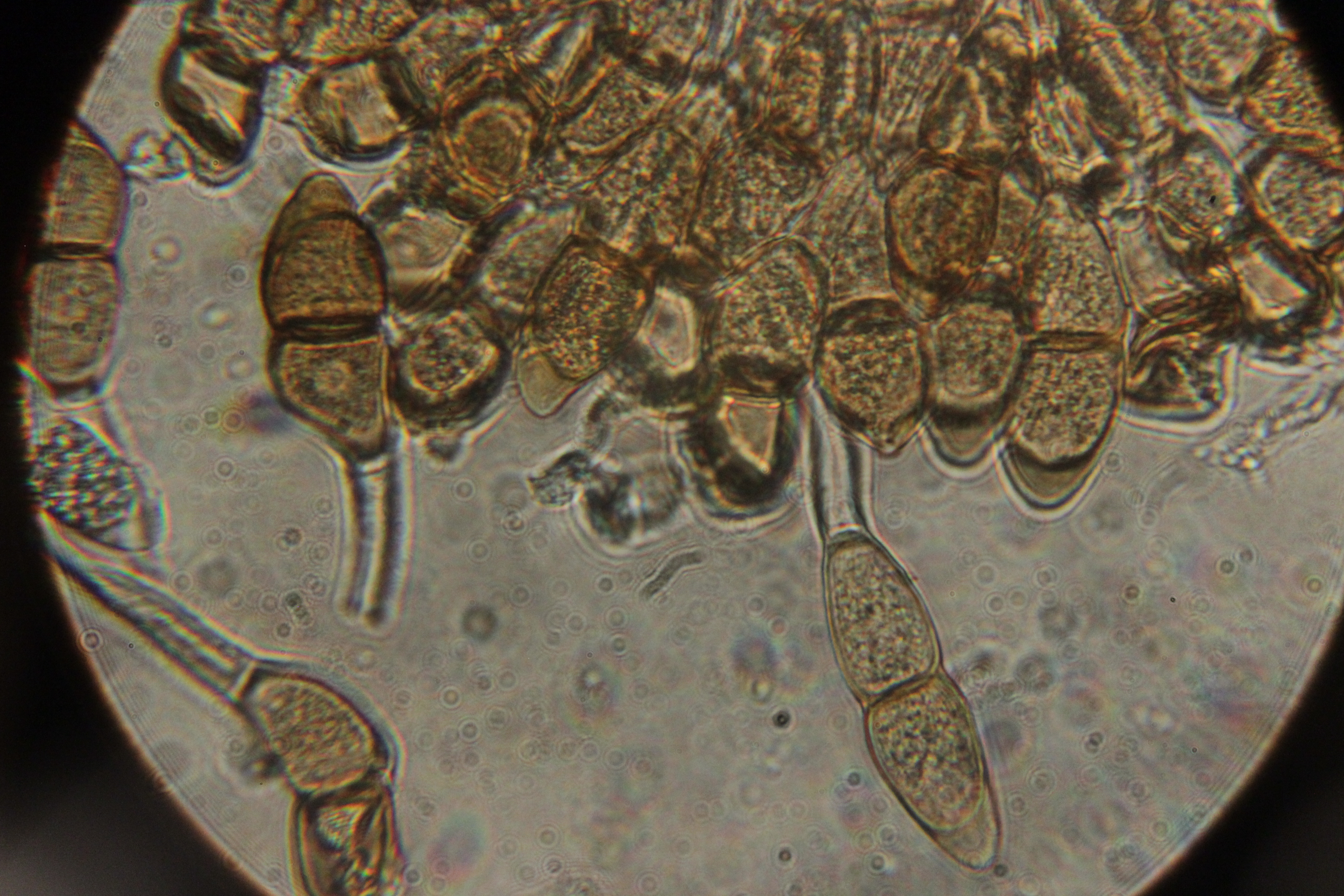
Teliosporen